# Ирек (Чишминский район)
Ирек (баш. Ирек) — деревня в Чишминском районе Республики Башкортостан Российской Федерации. Входит в состав Арслановского сельсовета.

## География

### Географическое положение
Расстояние до:
- районного центра (Чишмы): 6 км,
- центра сельсовета (Арсланово): 6 км,
- ближайшей ж/д станции (Чишмы): 6 км.

## Население
| 2002 | 2009 | 2010 |
| ---- | ---- | ---- |
| 123  | ↗137 | ↘125 |

Национальный состав
Согласно переписи 2002 года, преобладающая национальность — татары (88 %).